# Таунсенд, Сью
Сью Таунсенд (англ. Susan Lillian "Sue" Townsend; 2 апреля 1946, Лестер, Англия — 10 апреля 2014) — британская писательница, знаменитая благодаря созданному ею герою — Адриану Моулу.

## Биография
Сьюзан Таунсенд родилась в 1946 году в Англии. Семья будущей писательницы относилась к простым слоям общества: её мать была кондуктором, а отец почтальоном. Сью была старшей из пятерых дочерей. В возрасте семи лет поступила в школу Glen Hills Infants and Juniors School, которую оставила в пятнадцать лет после того, как провалила финальный экзамен.
Таунсенд перепробовала различные профессии, включая дворника и разносчика газет. В восемнадцатилетнем возрасте вышла замуж. Мечты о литературной карьере пришлось отложить. От первого мужа у Сью родилось трое детей. После того, как её брак развалился и она осталась одна, Таунсенд встретила инструктора по гребле и проводника Колина Бродвея (англ. Colin Broadway) и вскоре сама стала инструктором по гребле на каноэ. Колин стал отцом её четвертого ребёнка, дочери Лиззи. Именно Колину Сью поведала о своих мечтах о литературе.
В 1978 году ей удаётся совместить греблю с литературным творчеством. Ещё во время первого замужества Таунсенд увлеклась чтением, изучала историю литературы, познавая различные стили. Писала пьесы для театра «Феникс» (Phoenix Arts Centre).
За первую свою пьесу «Брюхоранг» в 1981 году Таунсенд получила премию от лондонской телекомпании «Темз Телевижен» (англ. Thames Television). А ещё через десять лет её объявили классиком английской литературы. Помимо «Дневников Адриана Моула» написала несколько пьес, романы «Мы с королевой», «Ковентри возрождается», «Дети-призраки».
В 1999 году врачи диагностировали у писательницы сахарный диабет, который привёл к ухудшению зрения. К 2001 году Таунсенд окончательно ослепла, однако продолжала писать. По признанию самой писательницы своим самым большим достижением она считает то, что «её собственные дети наслаждаются её обществом и читают книги».
Сью Таунсенд умерла в своем доме 10 апреля 2014 года после инсульта.

### Дневники Адриана Моула
- 1982: The Secret Diary of Adrian Mole, Aged 13 3/4 — «Тайный дневник Адриана Моула начатый в 13 с половиной лет», 1/1/1981 — 3/4/1982
- 1984: The Growing Pains of Adrian Mole — «Страдания Адриана Моула», 4/4/1982 — 2/6/1983
- 1989: The True Confessions of Adrian Albert Mole — «Признания Адриана Моула», 24/12/1984 — 16/7/1989
- 1991: Adrian Mole, From Minor to Major — это антология первых трех книг, включающая дополнительно как подарок специально написанный Adrian Mole and the Small Amphibians — «Адриан Моул и мелкие земноводные», 17/7/1989 — 1/1/1991
- 1993: Adrian Mole, The Wilderness Years — «Адриан Моул: Дикие годы», 1/1/1991 — 15/4/1992
- 1999: Adrian Mole, The Cappuccino Years — «Годы капучино», 30/4/1997 — 2/5/1998
- 1999—2001: The Lost Diaries of Adrian Mole — «Потерянные дневники Адриана Моула» были изданы 15 ноября 2008 издательством Penguin, 26/11/1999 — 24/11/2001
- 2004: Adrian Mole and the Weapons of Mass Destruction — «Адриан Моул и оружие массового поражения», 5/10/2002 — 22/7/2004
- 2009: Adrian Mole: The Prostrate Years. — «Адриан Моул: Годы прострации».

### Пьесы
- Womberang
- Dayroom
- The Ghost of Daniel Lambert
- Bazaar and Rummage
- Groping for Words
- The Great Celestial Cow
- The Secret Diary of Adrian Mole: The Play
- Ten Tiny Fingers, Nine Tiny Toes
- Captain Christmas and the Evil Adults
- Are You Sitting Comfortably?

### Другие произведения
- The Secret Diary of Adrian Mole Songbook (with Ken Howard and Alan Blaikley)
- Mr Bevan’s Dream (Essay)
- Rebuilding Coventry (1988) — «Ковентри возрождается»
- The Queen and I (1992) — «Мы с королевой»
- Ghost Children (1997)
- The Public Confessions of a Middle-Aged Woman (2001) — «Публичные признания женщины средних лет»
- Number 10 (2002) — «Номер 10»
- Queen Camilla (2006) — «Королева Камилла»
- The Woman Who Went to Bed for a Year (2012) — «Женщина, которая легла в кровать на год»